# Олоя, Мозес
Мо́зес Оло́я (англ. Moses Oloya; 22 октября 1992, Кампала) — угандийский футболист, полузащитник клуба «Ханой». Выступал в сборной Уганды.

## Карьера

### Клубная
С 2009 по 2010 выступал за угандийский клуб «Кампала Сити Коунсил». Затем играл во Вьетнаме: с 2011 по 2013 за «Суантхань Сайгон» (36 матчей, 5 голов) и с 2014 по 2016 за «Биньзыонг» (52 встречи, 8 мячей).
В июле 2016 перешёл в «Кубань», с которой подписал контракт на 3 года.

### В сборной
С 2011 выступает в составе главной национальной сборной Уганды.

## Достижения
- Чемпион Вьетнама (4): 2014, 2015, 2018, 2019
- Бронзовый призёр чемпионата Вьетнама (1): 2012
- Обладатель Кубка Вьетнама (2): 2012, 2015
- Финалист Кубка Вьетнама (1): 2014
- Обладатель Суперкубка Вьетнама (2): 2014, 2015
- Победитель Первого дивизиона Вьетнама (1): 2011